# Медия (Пенсильвания)
Медия (англ. Media) — боро в штате Пенсильвания (США). Административный центр округа Делавэр. В 2010 году в боро проживали 5327 человек. 

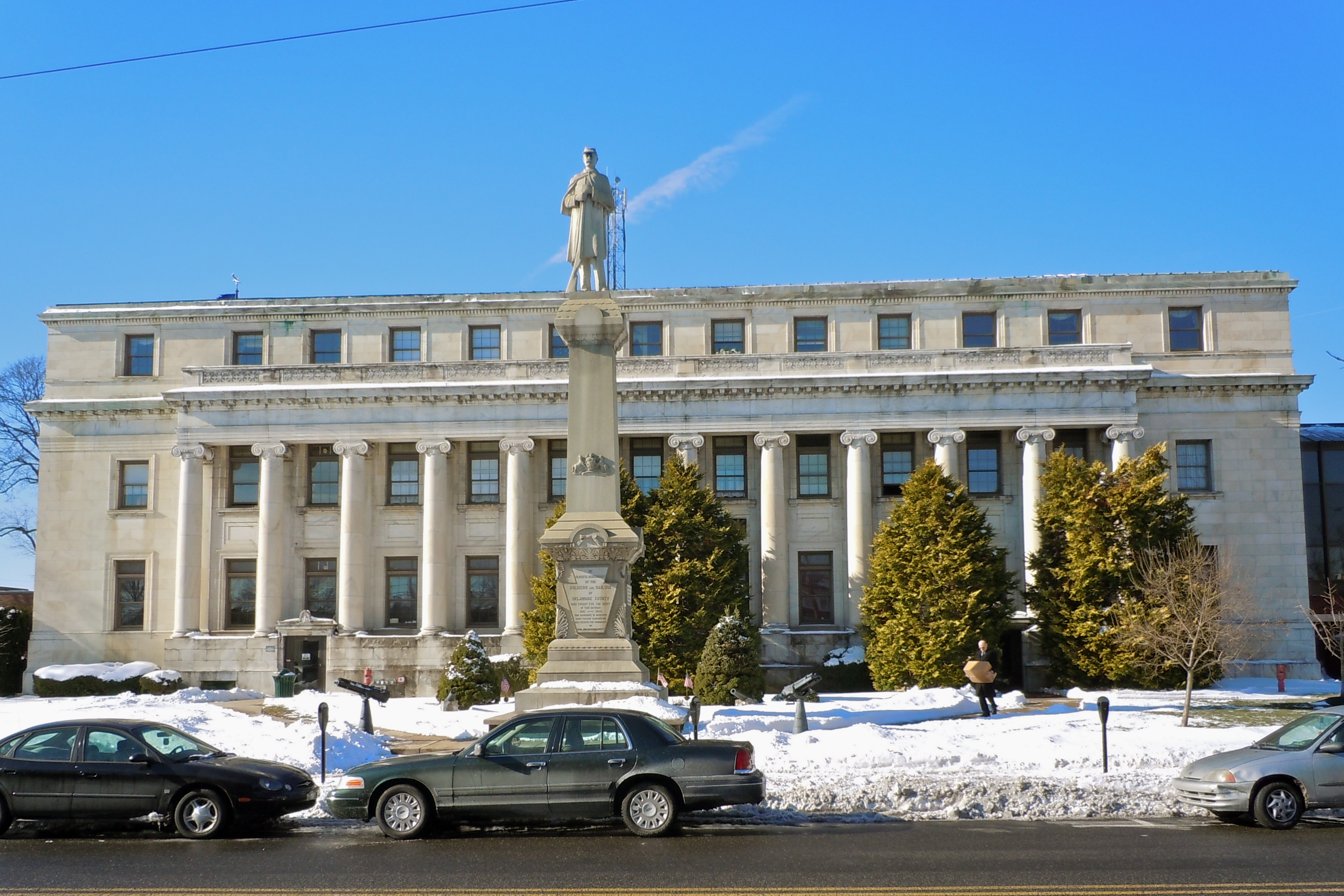
Здание окружного суда в Медие

По данным Бюро переписи населения США Медия имеет площадь 1,97 квадратных километра. Находится в 20 км к западу от Филадельфии.

## История
Тауншип Провидэнс был организован в 1684 году, а затем разделён на тауншипы Аппер-Провидэнс и Нитер-Провиденс в 1690 году. В 1850 году был создан боро Медия на фермах между двумя тауншипами, в него из Честера был перенесён окружной центр Делавэра. Боро имеет плановую застройку и был основан как коммерческий и административный центр. Во второй половине XIX века Медия был летним курортом для жителей Филадельфии, было открыто много отелей.
В 1854 году через боро была проведена железнодорожная линия Филадельфия-Балтимор-Вашингтон. На её основе затем было основано пригородное транспортное управление по юго-востоку Пенсильвании (SEPTA). Троллейбусное обслуживание началось в 1913 году и соединило Филадельфию и округа Честер и Делавэр. Хотя Медия является административным окружным центром, боро никогда не было главным населённым пунктом округа из-за своего расположения вдали от реки Делавэр. Основная работа в боро связана с административными службами, судом, вооружёнными силами.

## Население
| Год переписи | Нас. |  | %±     |
| ------------ | ---- |  | ------ |
| 1850         | 285  |  | —      |
| 1860         | 2397 |  | 741,1% |
| 1870         | 1045 |  | −56,4% |
| 1880         | 1919 |  | 83,6%  |
| 1890         | 2736 |  | 42,6%  |
| 1900         | 3075 |  | 12,4%  |
| 1910         | 3562 |  | 15,8%  |
| 1920         | 4109 |  | 15,4%  |
| 1930         | 5372 |  | 30,7%  |
| 1940         | 5351 |  | −0,4%  |
| 1950         | 5726 |  | 7%     |
| 1960         | 5803 |  | 1,3%   |
| 1970         | 6444 |  | 11%    |
| 1980         | 6119 |  | −5%    |
| 1990         | 5957 |  | −2,6%  |
| 2000         | 5533 |  | −7,1%  |
| 2010         | 5327 |  | −3,7%  |
| 2016         | 5350 |  | 0,4%   |

По данным переписи 2010 года население Медия составляло 5327 человек (из них 47,8 % мужчин и 52,2 % женщин), в городе было 2764 домашних хозяйств и 1097 семей. На территории города было расположено 2981 постройки со средней плотностью 1413 построек на один квадратный километр суши. Расовый состав: белые — 83,4 %, афроамериканцы — 10,6 %, азиаты — 3,5 %. 2,5 % имеют латиноамериканское происхождение.
Население города по возрастному диапазону по данным переписи 2010 года распределилось следующим образом: 13,9 % — жители младше 18 лет, 2,3 % — между 18 и 21 годами, 68,1 % — от 21 до 65 лет и 15,7 % — в возрасте 65 лет и старше. Средний возраст населения — 40,0 лет. На каждые 100 женщин в Медие приходилось 91,5 мужчин, при этом на 100 совершеннолетних женщин приходилось уже 88,8 мужчин сопоставимого возраста.
Из 2764 домашних хозяйств 39,7 % представляли собой семьи: 26,2 % совместно проживающих супружеских пар (9,6 % с детьми младше 18 лет); 9,5 % — женщины, проживающие без мужей и 4,0 % — мужчины, проживающие без жён. 60,3 % не имели семьи. В среднем домашнее хозяйство ведут 1,86 человека, а средний размер семьи — 2,74 человека. В одиночестве проживали 48,3 % населения, 11,6 % составляли одинокие пожилые люди (старше 65 лет).

## Экономика
В 2016 году из 4711 человека старше 16 лет имели работу 3355. При этом мужчины имели медианный доход в 77 685 долларов США в год против 49 722 долларов среднегодового дохода у женщин. В 2016 году медианный доход на семью оценивался в 108 125 $, на домашнее хозяйство — в 71 337 $. Доход на душу населения — 45 810 $ в год. 0,7 % от всего числа семей в Медие и 8,1 % от всей численности населения находилось на момент переписи за чертой бедности.